# Alex Honnold
Alexander J. Honnold (Sacramento, 17 de agosto de 1985) es un escalador estadounidense de grandes paredes en el estilo escalada en solitario libre (sin protección ni seguridad). Ha roto varios récords de escalada y velocidad, siendo el más notable el del primer ascenso en escalada en solitario libre de la ruta Freerider El Capitán, (880 m) en el Parque nacional de Yosemite en 3 horas y 56 minutos, el 3 de junio de 2017, el primer ascenso en solo integral de una gran pared de este grado. Sobre esta escalada se hizo el documental Free Solo, galardonado con el Premio Óscar a la mejor película documental en 2019.
Destaca también el triple ascenso logrado en solitario libre con un tiempo de 18 horas y 50 minutos de los montes Watkins, The Nose (El Capitán) y la cara noroeste del Half Dome.

## Biografía
Alex Honnold nació en Sacramento, California Estados Unidos , hijo de los profesores del colegio comunitario Dierdre Wolownick (n. 1953) y Charles Honnold (1949–2004), su padre es de ascendencia alemana y su madre de ascendencia polaca.
Alex se graduó en el Mira Loma High School de Sacramento. 
Comenzó a escalar cuando tenía 11 años de edad. A la edad de 18 años, abandonó la Universidad de California en Berkeley, donde fue un estudiante de ingeniería, y dedicó todo su tiempo a la escalada. Entre cada subida, corre o hace caminatas para mantenerse en forma. En su vida ha tenido qué vivir en una camioneta por un tiempo por lo que gasta menos de mil dólares por mes, lo que le permite hacer ascensiones todo el tiempo.
Según se expuso en el documental Free Solo, su padre padecía el síndrome de Asperger, que consiste en un trastorno del espectro autista.
Actualmente, además de escalar, se dedica al mundo de las redes sociales, donde ha colaborado con grandes escaladores como Magnus Midtbø, con quien incluso filmó un video viral en Youtube donde escalaban sin arnés.

## Ascensiones notables
- Récord mundial velocidad en la pared The Nose (El Capitán). Tiempo: 01:58:07
- Paredes Bushido y Hong Kong Phooey, en Utah, entre el 9 y el 11 de marzo de 2008.
- Triple Corona como solo libre en las paredes del Mt. Watkins, El Capitán y Half Dome - en 18 horas, 50 minutos.
- Primer solo libre en la pared Heaven (5.12d) y Cosmic Debris (5.13b) en el Parque nacional de Yosemite.
- Solo libre en las paredes de Astroman y Rostrum en el valle de Yosemite en un día en septiembre de 2007, convirtiéndose en la segunda persona después de Pedro Croft (1987).
- Primer solo libre en la pared Moonlight  Buttress  el 1 de abril de 2008.
- Primer solo libre en la cara Noroeste de Half Dome, el 6 de septiembre de 2008.
- Primer solo libre en el Half Dome en 1 hora, 22 minutos. Mayo de 2012.
- Primer solo libre en la ruta de gran pared de grado V El Sendero Luminoso (5.12d) en El Potrero Chico, México en apenas tres horas.
- Travesía completa del macizo Fitz Roy en la Patagonia. Completado en cinco días con Tommy Caldwell en febrero de 2014.
- Primer solo libre en Freerider (El Capitán, 880 m, 7c+/5.13a) en 3 horas y 56 minutos, el 3 de junio de 2017. Sobre esta escalada se hizo el documental Free Solo.

## Reconocimientos
- 2010: Premio Golden Piton de la revista Climbing, por la escalada de resistencia.
- 2015: Premio Piolets d'Or junto con Tommy Caldwell, por la primera travesía completa de la Cordillera Fitz Roy en la Patagonia, Argentina.
- 2018: Premio Robert y Miriam Underhill del American Alpine Club, por la excelencia en varios campos de la escalada.
- 2018: Mención especial a Piolets d'Or por su destacada contribución a la escalada durante 2017.
- 2018: Persona viva más convincente de un documental, por Critics' Choice Documentary Awards.